# Coupe du monde de slalom de canoë-kayak 2019
Navigation
Coupe du monde de slalom 2018 Coupe du monde de slalom 2020
La 32e coupe du monde de slalom en canoë-kayak, organisée par la Fédération internationale de canoë, se déroule du 14 juin au 8 septembre 2019.

## Calendrier
| Date                     | Ville         | Pays               |
| ------------------------ | ------------- | ------------------ |
| 14 au 16 juin            | Hertfordshire | Royaume-Uni        |
| 21 au 23 juin            | Bratislava    | Slovaquie          |
| 28 au 30 juin            | Tacen         | Slovénie           |
| 30 août au 1er septembre | Markkleeberg  | Allemagne          |
| 6 au 8 septembre         | Prague        | République tchèque |

## Résultats
Le tableau recense les vainqueurs de chaque catégorie pour chacune des étapes.
| Catégorie        | Drapeau du Royaume-Uni |                   |                     |                      | Drapeau de la Tchéquie |
| C-1 hommes       | Sideris Tasiadis       | Franz Anton       | Roberto Colazingari | Alexander Slafkovský | Matej Beňuš            |
| C-1 femmes       | Mallory Franklin       | Claire Jacquet    | Jessica Fox         | Núria Vilarrubla     | Jessica Fox            |
| K-1 hommes       | Joe Clarke             | Andrej Málek      | Giovanni De Gennaro | Vít Přindiš          | Jiří Prskavec          |
| K-1 femmes       | Mallory Franklin       | Corinna Kuhnle    | Stefanie Horn       | Ricarda Funk         | Jessica Fox            |
| K-1 hommes cross | Etienne Chappell       | Vavřinec Hradilek | Ben Hayward         | Etienne Chappell     | Stefan Hengst          |
| K-1 femmes cross | Alsu Minazova          | Ashley Nee        | Martina Wegman      | Caroline Trompeter   | Veronika Vojtová       |

## Classement final
| Épreuve         | Or              | Argent             | Bronze             |
| --------------- | --------------- | ------------------ | ------------------ |
| C1 hommes       | Matej Beňuš     | Luka Božič         | Michal Martikán    |
| C1 femmes       | Jessica Fox     | Ana Sátila         | Tereza Fišerová    |
| K1 hommes       | Jiří Prskavec   | Peter Kauzer       | Vít Přindiš        |
| K1 femmes       | Jessica Fox     | Eva Terčelj        | Corinna Kuhnle     |
| K1 hommes cross | Pedro Gonçalves | Vavřinec Hradilek  | Stefan Hengst      |
| K1 femmes cross | Ashley Nee      | Caroline Trompeter | Polina Mukhgaleeva |